# Фаиза Джама Мохамед
Фаиза Мохамед Джама (англ. Faiza Jama Mohamed; род. . 1958 года) — сомалийская активистка по правам женщин, региональный директор в Африке «Равенство сейчас» (англ. Equality Now). Она приложила много усилий для агитации за протокол Мапуту и против обрезания женских половых органов.

## Биография
Фаиза Мохамед Джама родилась в 1958 году и получила степень магистра делового администрирования Калифорнийского государственного университета во Фресно. В 1998 году она также получила диплом по правам человека Института социальных исследований (МУС) в Гааге.
В 2004 году Фаиза Мохамед Джама написала труд Pambazuka News, в которой аргументировала важность соблюдения принципов Африканского протокола о правах женщин. Она также написала ряд статей для The Guardian .
- 'African Union Protocol on the Rights of Women in Africa: the SOAWR Campaign' («Протокол Африканского союза о правах женщин в Африке: кампания SOAWR»), in Roselynn Musa, Faiza Jama Mohammed and Firoze Manji (eds.) Breathing life into the African Union protocol on women’s rights in Africa, гг. 14-18.
- (ed. with Brenda Kombo and Rainatou Show) Journey to Equality: 10 Years of the Protocol on the Rights of Women in Africa, Equality Now, 2013. (Путешествие к равенству: 10 лет Протокола о правах женщин в Африке)

## Ссылка
- Our July Interview with Faiza Jama Mohamed, interview with Make Every Woman Count, July 2011
- In Visibility: Faiza Jama Mohamed, interview with London School of Economics, 2017
- Профайл Фаизы Джами Мохамед на сайте Equality Now (англ.)
- Профайл Фаизы Джами Мохамед на сайте Thomson Reuters Foundation News (англ.)